# گد/ارتاگن
متخصصان قدیمی‌تر فرض را بر این نهاده بودند که ارتاگن سلف گندوفارس بوده است. همچنین آنها به تبعیت از کانینگهام گد و ارتاگن را شخصی واحد تلقی می‌کردند که از سوی نویسندگان بعدی زیر سئوال رفت. اُرتاگن با اضافه کردن نام گندوفارس به اول نام خود بر وابستگی خود به خاندان گندافره تاکید کرد. سیمونتا در دهه 1970م دیدگاهی را مطرح کرد که بر اساس آن اوتان پسری بود که احتمالاً جانشین ارتاگن شد.